# Malkovec
Malkovec este o localitate din comuna Sevnica, Slovenia, cu o populație de 144 de locuitori.